# إبراهيم خالد
إبراهيم تامر خالد، لاعب كرة قدم قطري-مصري يلعب في نادي الغرافة في دوري نجوم قطر كلاعب مقيم.